# Tuleň kuželozubý
Tuleň kuželozubý (Halichoerus grypus) je mořský savec z čeledi tuleňovití, jediný zástupce monotypického rodu Halichoerus. Může být dlouhý až 3,5 metru a může vážit až 315 kilogramů. Díky velmi silné tukové vrstvě dovede přežít v ledových vodách.

## Tělesné rozměry
- Délka: samci až 3,5 m, samice do 2,5 m
- Hmotnost: samci až 315 kg, samice 200 kg

## Rozmnožování
- Pohlavní dospělost: samci v 6–10, samice v 5–6 letech
- Období páření: podle zeměpisné šířky v září až březnu
- Délka březosti: 1 rok
- Počet mláďat: 1

## Způsob života
- Chování: loví samotářsky, na pevnině žijí společensky
- Hlas: hluboký řev
- Potrava: ryby a někteří bezobratlí živočichové
- Délka života: přes 40 let

## Zeměpisné rasy
Existují tři oddělené populace:
- V severozápadním Atlantiku, v oblasti Baltského moře a na atlantském pobřeží Evropy.

## Potrava a způsob lovu
Tuleni se přizpůsobí v podstatě jakékoli nabídce mořských ryb. Velké oči s relativně málo vyklenutou rohovkou jsou schopné celkem obstojně vidět i v zakalené vodě, ale rozhodujícími smysly, na nichž závisí úspěšnost lovu, jsou čich a sluch. Dokonce i slepí tuleni dovedou bez obtíží lovit.
Tuleni nemají žádné vnější ušní boltce. Jejich vnitřní sluchové orgány jsou tak citlivé, že jim účinně pomáhají při pronásledování ryb. Tuleň může při potápění zvukovody uzavřít a opět je otevřít při vynoření. Je dost pravděpodobné, že tato zvířata používají při lovu podobný echolokační systém jako delfíni.
Také hmatové vousy kolem tlamy jsou vysoce citlivé. Zachycují jemné pohyby vody, které vytváří plovoucí kořist, podle nich ji pak tuleň může vypátrat.
Jakmile tuleň kuželozubý objeví rybu, začne ji pronásledovat, přičemž se uplatní jeho rychlost i obratnost. Jelikož tulení krev obsahuje velké množství hemoglobinu (červeného krevního barviva, které po těle rozvádí kyslík), vydrží pod hladinou bez nadechnutí až dvacet minut.

## Rozmnožování
Období páření tuleňů kuželozubých připadá na září až prosinec. Samice v té době přicházejí rodit na souš. Krátce po porodu jsou připraveny k páření, proto si je jednotliví samci pořád hlídají a snaží se je ve svých pářících teritoriích ochránit před konkurencí.
Samice rodí vždy je jedno mládě, které kojí přibližně 16 dní. Pláže tou dobou bývají přeplněné tuleni, a proto je matka hlídá, aby nebylo ostatními umačkáno k smrti.
Malí tuleni se rodí s béžově bílým kožíškem, který je po třech týdnech postupně nahrazen šedou srstí mladých zvířat. Zhruba ve stejné době přichází samice znovu do říje a o své mládě postupně ztrácí zájem.
Staří, zkušení samci obsadí kus pláže a přivlastní si zde všechny samice. Protože u tuleňů neexistuje párové, ale harémové soužití, páří se samec postupně se všemi samicemi na svém úseku pláže. Po páření samice opouštějí pláž, kde strávily období rozmnožování, a vracejí se lovit do moře. Mláďata ponechávají svému osudu a ta se musí o sebe postarat sama. Hlad je nakonec přinutí vydat se do moře a začít samostatně lovit. Mladí samci po čase zkoušejí vybojovat své první pářící teritorium.